# Галаго Аллена
Галаго Аллена (лат. Sciurocheirus alleni) — примат семейства галаговых. Видовое название дано в честь английского контр-адмирала Уильяма Аллена (1799—1878).

## Систематика
В составе вида выделяют два подвида:
- Sciurocheirus alleni alleni (Waterhouse, 1838)typus
- Sciurocheirus alleni cameronensis (Peters, 1876)

## Описание
Галаго Аллена, как все галаговые, относительно маленький примат. Длина тела составляет от 16 до 24 см, хвост длиной от 20 до 30 см. Вес составляет примерно от 200 до 300 г. Его шерсть тёмно-коричневого или чёрного цвета сверху, нижняя часть тела светлее. На голове отчётливо обозначены кольца вокруг больших глаз, безволосые, очень подвижные уши и тонкая, острая морда. Хвост пушистый и длиннее чем тело.

## Распространение
Галаго Аллена — эндемик принадлежащего Экваториальной Гвинее острова Биоко, площадь которого составляет 2000 км². Его местообитания — это вторичные леса с густым подлеском.

## Образ жизни
Это ночные животные, которые днём спят чаще в дуплах деревьев или гнёздах из листьев. Ночью они отправляются на поиски корма, причём они часто держатся на высоте от 1 до 2 м над землёй. Своими прыжками на дереве они похожи на лягушку, так как приземление происходит прежде всего на руки, а не на ноги. Ведут одиночный образ жизни.

## Питание
Питание состоит преимущественно из плодов и насекомых.

## Размножение
После примерно 130-дневного периода беременности самка рождает чаще одного детёныша. В течение первых недель жизни мать, отправляясь на поиски корма, прячет детёныша в гуще растений, а затем снова возвращает его в гнездо.